# Чижевський Микола Павлович
Чижевський Микола Павлович (1 жовтня 1891, Ціпки, Полтавська губернія — 1 грудня 1954, Краків) — український військовий діяч, підполковник артилерії Армії УНР. Професор Гірничо-металургійної академії у Кракові.

## Життєпис

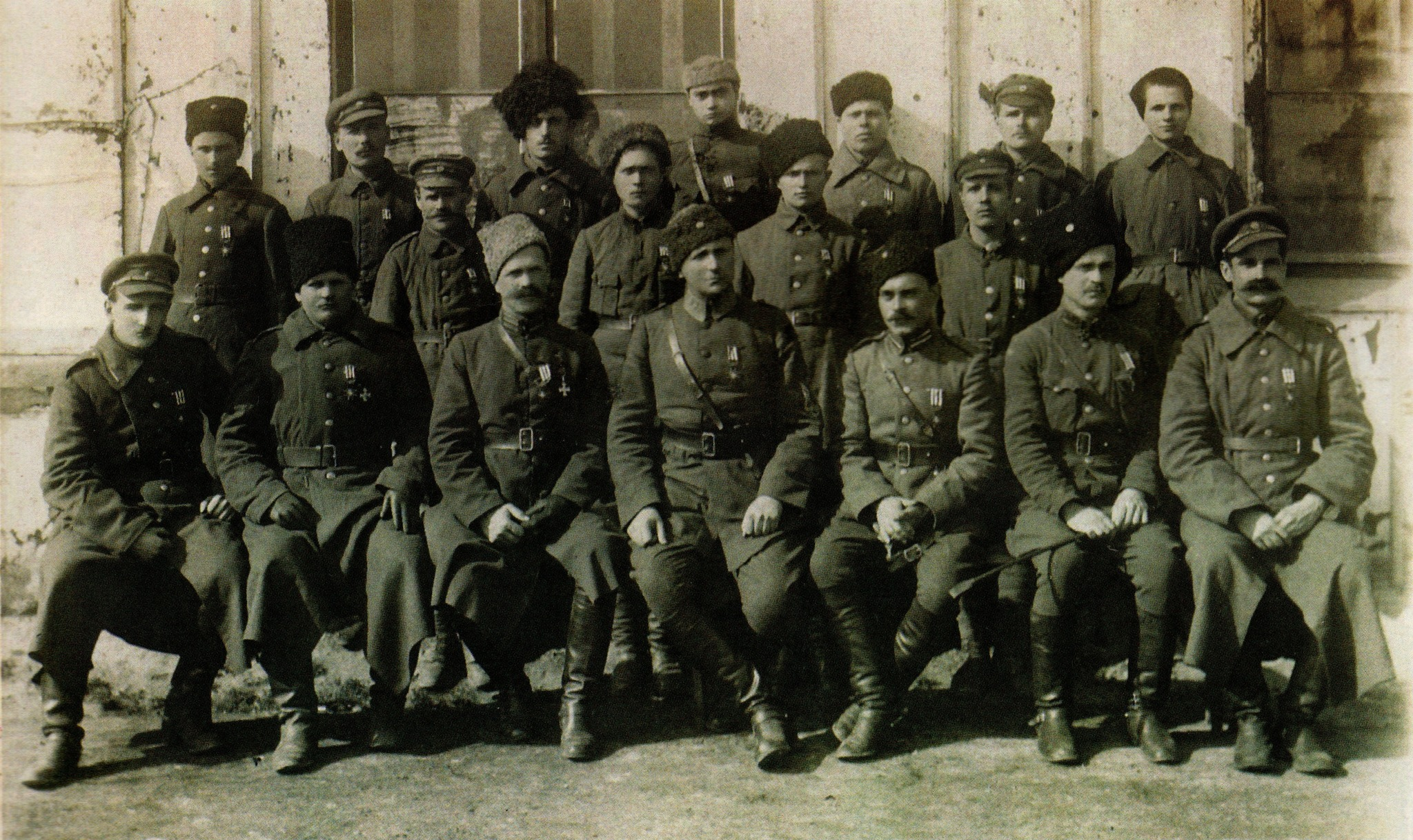
Лицарі «Залізного Хреста за Зимовий похід і бої» зі складу 3-ї Залізної дивізії з керівниками 2-ї Волинської дивізії.
1-й ряд зліва направо: Володимир Лаврик, підхор. Іван Назаренко, полк. Григорій Чижевський, ген. Олександр Загродський, підп. Олександр Недзвецький, підп. Микола Чижевський, підп. Іван Шура-Бура.
2-й ряд зліва направо: чот. Дмитро Рябінін, чот. Павло Кузенський, чот. Савко Стасюк, гуртковий Михайло Дяченко.
3-й ряд зліва направо: рой. Прокіп Баснюк, чот. Тимко Михальчук, чот. Петро Демченко, рой. Вадим Околовський, чот. Семен Антонів, рой. Сергій Полонський, козак Максим Викторів.

Микола Павлович Чижевський народився 1 жовтня 1891 (за іншими даними 1890) року у селі Ціпки Полтавської губернії у шляхетській родині українського громадського і політичного діяча, депутата Державної думи Російської імперії першого скликання — Павла Івановича Чижевського. У 1910 році закінчив київську гімназію і став студентом хімічного факультету КПІ, який закінчив без отримання диплома (отримав абсолюторій).
З 1914 року Микола проходив службу у російській армії. Останнє звання Чижевського у російській армії — поручник. З 1917 року — в армії УНР. У 1919 році він пішов служити у 3-тю Залізну стрілецьку дивізію Дієвої армії УНР. У 1919—1920 роках був учасником Першого зимового походу на посаді командира 4-ї гарматної сотні 3-го кінного полку. У 1920—1921 роках Микола Павлович — помічник командира 3-ї гарматної бригади 3-ї Залізної дивізії Армії УНР. У жовтні-листопаді 1921 року у складі Волинської повстанської групи підполковник узяв участь у Другому зимовому поході як командир комендантської сотні штабу Повстанчої армії.
Після війни Микола Чижевський опинився у Польщі. Там він одружився і, завдяки клопотанню українського вченого на еміграції Івана Фещенко-Чопівського, зміг потрапити на навчання до краківської Гірничої академії. У 1928 році Чижевський закінчив Гірничу академію і став інженером-металургом. Ще під час навчання він працював у цій вищій школі, починаючи з молодшого асистента. У 1934 був ад'юнктом академії, а у 1935 році після отримання ступеня доктора став доцентом.
У 1932 році у збірнику «За Державність» в Каліші вийшли друком спогади Миколи Чижевського про події Листопадового рейду під назвою «15 діб на окупованій Москвою Україні».
Під час німецької окупації Польщі з 1939 року Микола Чижевський жив у Кракові як безробітний. У 1940 році він став працювати вчителем гірничо-металургійної школи, яку дозволили відкрити німці.
Після закінчення Другої світової війни Чижевський повернувся на роботу до Гірничої академії, де у 1946 році став професором і завідувачем новоутвореної ливарної кафедри на металургійному факультеті. Також він сприяв відкриттю в Гірничій академії окремого факультету ливарної справи у 1951 році і став його першим деканом. Колишній військовик за час викладацької роботи керував більш ніж сотнею захистів інженерних та магістерських робіт.
Микола Чижевський опублікував 47 книг, у тому числі 7 підручників. Науковець також займався коксохімією та ливарним виробництвом, технологією тепла й пального. За праці з теорії й практики ваграночного процесу у 1952 році отримав Державну премію другого ступеня. Він став основоположником процесу водного охолодження вагранок у Польщі, запровадив у ливарну практику нові методи отримання модифікованого чавуна високої якості. За ці роботи отримав у 1951 році колективну Державну премію третього ступеня. Разом зі співавторами Микола Чижевський підготував книги «Ливарні печі» та «Металургія чавуна», які були надруковані вже після його смерті.
Після Другої світової війни Микола Павлович відновив діяльність Технічного товариства польських ливарників і з 1951 року й до смерті був його головою. Крім цього був редактором видання «Огляд ливарної справи». Проживаючи у Польщі, Микола Павлович намагався допомагати матері, яка залишилася в селі Ціпки.
Помер Микола Чижевський 1 грудня 1954 року у Кракові. Там само і похований на Раковицькому цвинтарі. Поховання збереглося і знаходиться у кватері XXXVII, ряд 4, місце 9 (50.076448°, 19.955383° [Архівовано 24 вересня 2021 у Wayback Machine.]).

## Вшанування

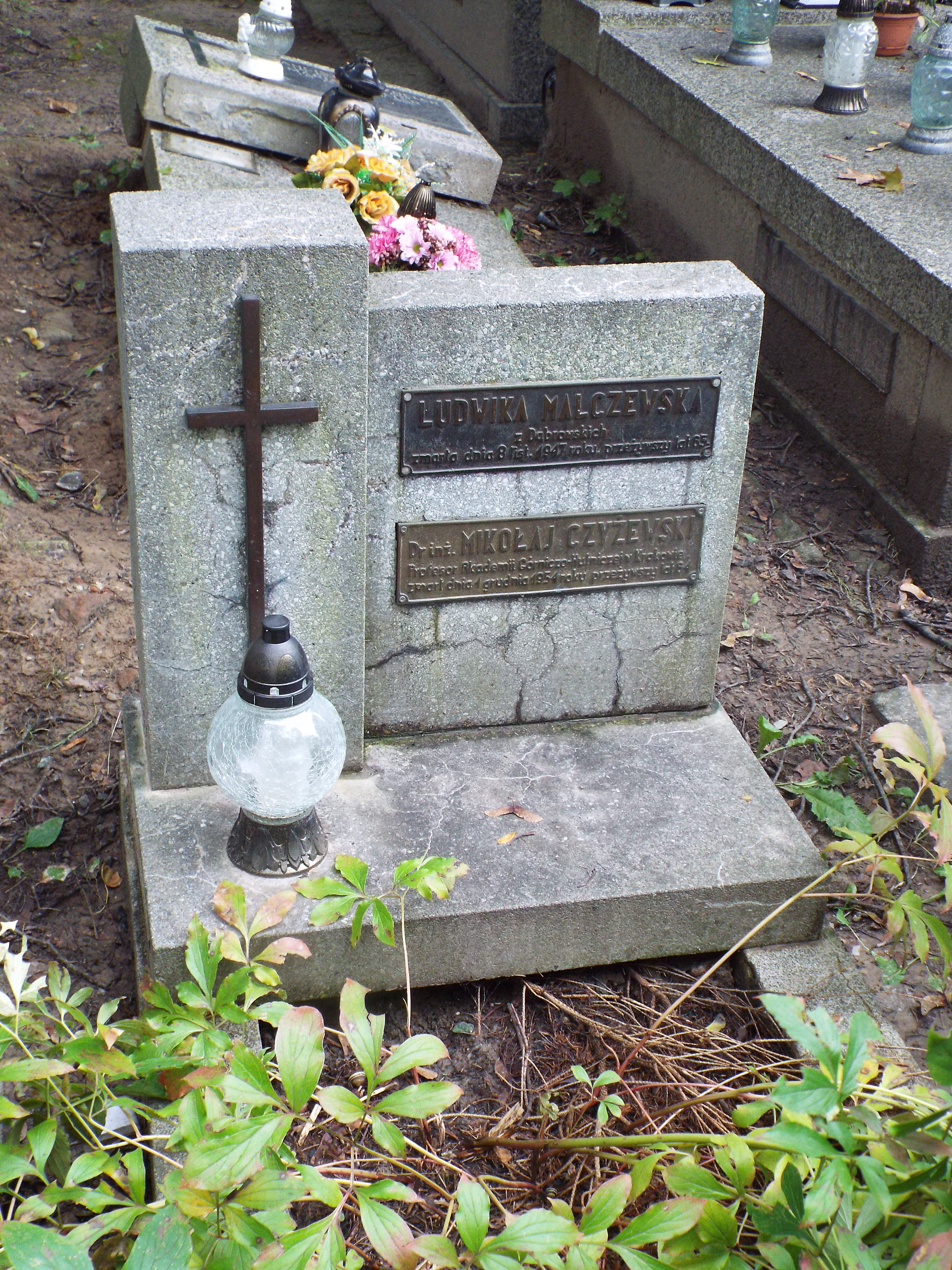
Поховання Миколи Чижевського. Краків, Раковицький цвинтар. Фото 2021 р.

Родині Чижевських (Павлу Чижевському, Григорію Чижевському, Миколі Чижевському) 26 червня 2019 року у місті Гадяч відкрита меморіальна дошка на приміщенні фінансового управління по вул. Чапаєва, 10. Ініціатори встановлення — товариство «Чорні запорожці» та Роберт Чижевський.